# إلدون هوك
إلدون هوك (بالإنجليزية: Eldon Hoke)‏ هو مغني أمريكي، ولد في 23 مارس 1958 في سياتل في الولايات المتحدة، وتوفي في 19 أبريل 1997 في ريفرسايد في الولايات المتحدة.

## وصلات خارجية
- إلدون هوك على موقع IMDb (الإنجليزية)
- إلدون هوك على موقع ميوزك برينز (الإنجليزية)
- إلدون هوك على موقع ديسكوغز (الإنجليزية)
- إلدون هوك على موقع قاعدة بيانات الفيلم (الإنجليزية)